# تومي أكو
تومي أكو (بالبرتغالية: Tomé-Açu‏)؛ بلدية في ولاية بارا في المنطقة الشمالية من البرازيل.